# Charles de Valois, hertig av Angoulême
Charles de Valois, hertig av Angoulême, född 28 april 1573 och död 24 september 1650, var en fransk hertig, oäkta son till Karl IX av Frankrike och Marie Touchet.

## Biografi
de Valois blev på grund av deltagande i en sammansvärjning mot Henrik IV av Frankrike dömd till döden 1604, men benådades till livstids fängelse och frigavs 1616. Han fick 1619 titeln hertig av Angoulême och utmärkte sig som militär under flera fälttåg.